# Alphanumerische Zeichen

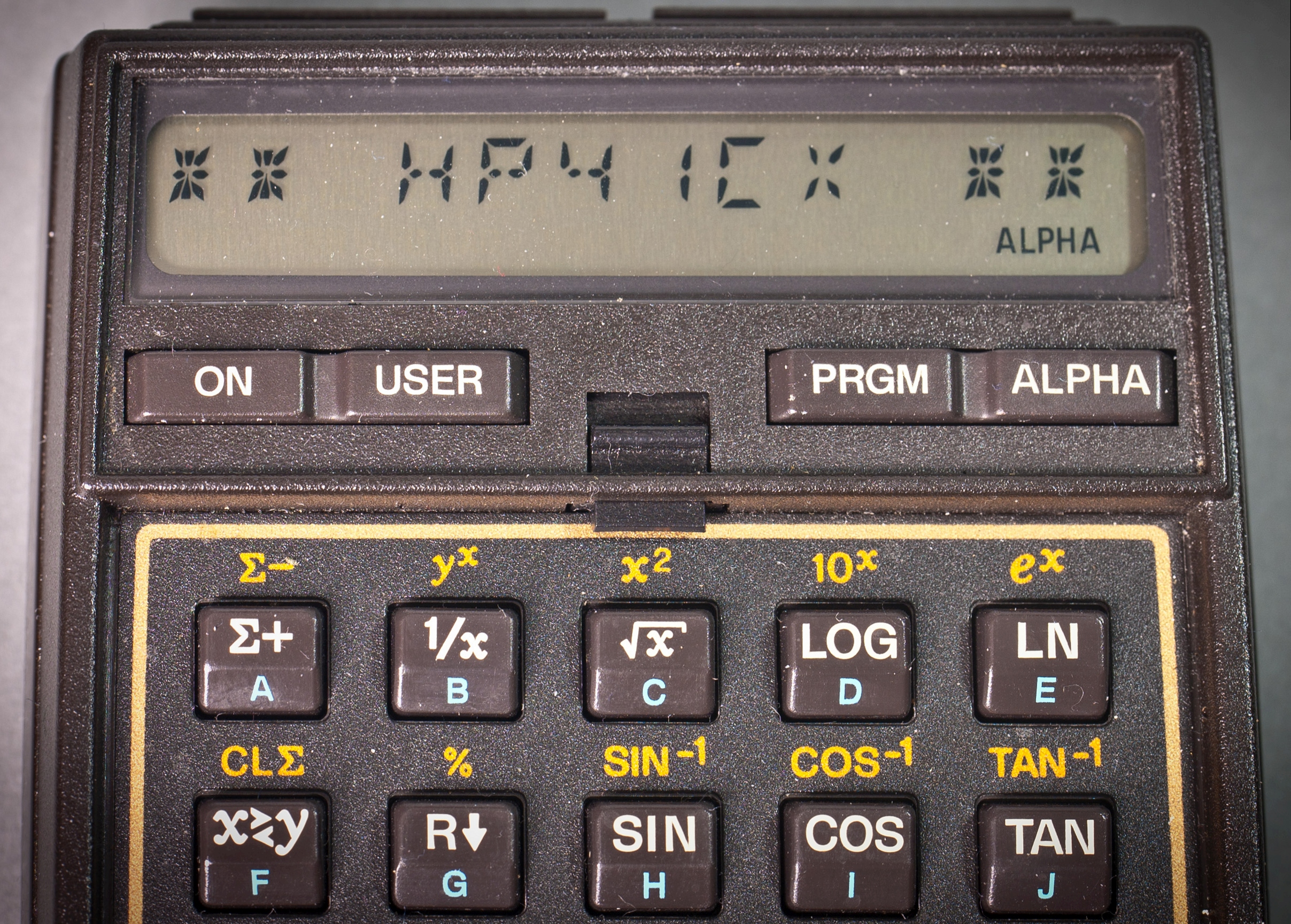
Die Taschenrechner der HP-41-Reihe von Hewlett-Packard boten 1979 als erste eine alphanumerische Anzeige und läuteten damit die Ablösung der bis dahin üblichen Siebensegment-Anzeigen mit meist roten LEDs ein.

Der Begriff alphanumerisches Zeichen schließt (mindestens) die Buchstaben eines gegebenen Alphabets, beispielsweise des englischen, ein, sowie die zehn Ziffern von 0 bis 9. Im weiteren Sinne können auch bestimmte Sonderzeichen (z. B. Satzzeichen: Punkt, Komma ...; Buchstaben mit Diakritika, Klammern u. a.) zu den alphanumerischen Zeichen gerechnet werden. Der Begriff wird hauptsächlich in der Telekommunikation und der Computertechnik verwendet.
Das Adjektiv alphanumerisch wird oft mit Bezug auf einen Code oder Zeichensatz gebraucht, oder um die Eigenschaften und Möglichkeiten eines Ein- oder Ausgabegerätes zu beschreiben. Es wird beispielsweise für das Ausfüllen von Feldern in Formularen benutzt. Welche genauen Zeichen als zulässige oder unterstützte alphanumerische Zeichen gelten und welche nicht, kann je nach Einsatzort unterschiedlich definiert sein. Manche Systeme erlauben beispielsweise Groß- und Kleinbuchstaben, andere nur Großbuchstaben, manche erlauben beispielsweise die deutschen Umlaute und das ß, andere nicht.
Zur Speicherung von alphanumerischen Daten werden sehr häufig Zeichenketten (Strings) verwendet.

## Beispiele
Luftfahrzeugkennzeichen sind international alphanumerisch, während Kraftfahrzeugkennzeichen je nach Land unterschiedlich, aber meist alphanumerisch oder numerisch sind.